# Yimmi Chará
Yimmi Javier Chará Zamora (Cáli, 2 de abril de 1991), é um futebolista colombiano que atua como ponta-direita. Atualmente joga pelo Junior de Barranquilla.

## Carreira
Nascido em Cáli, Chará iniciou sua carreira profissional no Centauros de Villavicencio, em 2009. Em janeiro 2010, se transferiu ao Deportes Tolima, onde passou quatro anos e conquistou a Copa Colômbia em 2014, recebendo sua primeira convocação para a Seleção Colombiana neste ano.
Em dezembro de 2014, Chará foi contratado pelo Monterrey, do México, e, em julho de 2015, foi repassado por empréstimo ao Atlético Nacional, onde conquistou o Campeonato Colombiano. Em seguida, em dezembro de 2015 teve passagem por empréstimo de seis meses pelo Dorados de Sinaloa, antes de retornar ao Monterrey em 2016.

### Junior Barranquilla
Em julho de 2017, Chará se transferiu ao Junior de Barranquilla, por 4 milhões de euros. Se destacou em sua primeira temporada no clube, marcando 13 gols em 28 jogos e participando da conquista da Copa Colômbia de 2017.

### Atlético Mineiro
Em 12 de junho de 2018, Chará acertou com o Atlético Mineiro, assinando contrato de cinco anos. O negócio foi avaliado em 22,2 milhões de reais. Sua estreia pelo Galo aconteceu em 18 de julho de 2018, na derrota por 2–0 para o Grêmio pelo Campeonato Brasileiro. No jogo seguinte, a derrota por 3–2 para o Palmeiras em 22 de julho, Chará marcou seu primeiro gol pelo clube.

### Portland Timbers
Em 2 de janeiro de 2020, Chará foi contratado pelo Portland Timbers, da Major League Soccer.

## Seleção Colombiana
Chará recebeu sua primeira convocação para a Seleção Colombiana pelo técnico José Pékerman em 2014. Fez sua estreia em 11 de outubro de 2014, entrando nos minutos finais do amistoso contra El Salvador. Voltou a ser convocado em 2017 e atuou em quatro partidas pelas Eliminatórias da Copa do Mundo de 2018. Em maio de 2018, Chará foi incluído na lista preliminar de convocados para a Copa do Mundo de 2018.

## Vida pessoal
Os dois irmãos mais velhos de Chará também têm carreiras como futebolistas profissionais. Luis Felipe se aposentou em 2018, e Diego é seu companheiro no Portland Timbers.

## Títulos
Deportes Tolima
- Copa Colômbia: 2014

Atlético Nacional
- Campeonato Colombiano: 2015

Junior Barranquilla
- Copa Colômbia: 2017